# John Maxwell (1er baron Farnham)
Pour les articles homonymes, voir John Maxwell et Maxwell.
John Maxwell, 1er baron Farnham (1687 - 6 août 1759) est un pair et un homme politique irlandais.

## Biographie

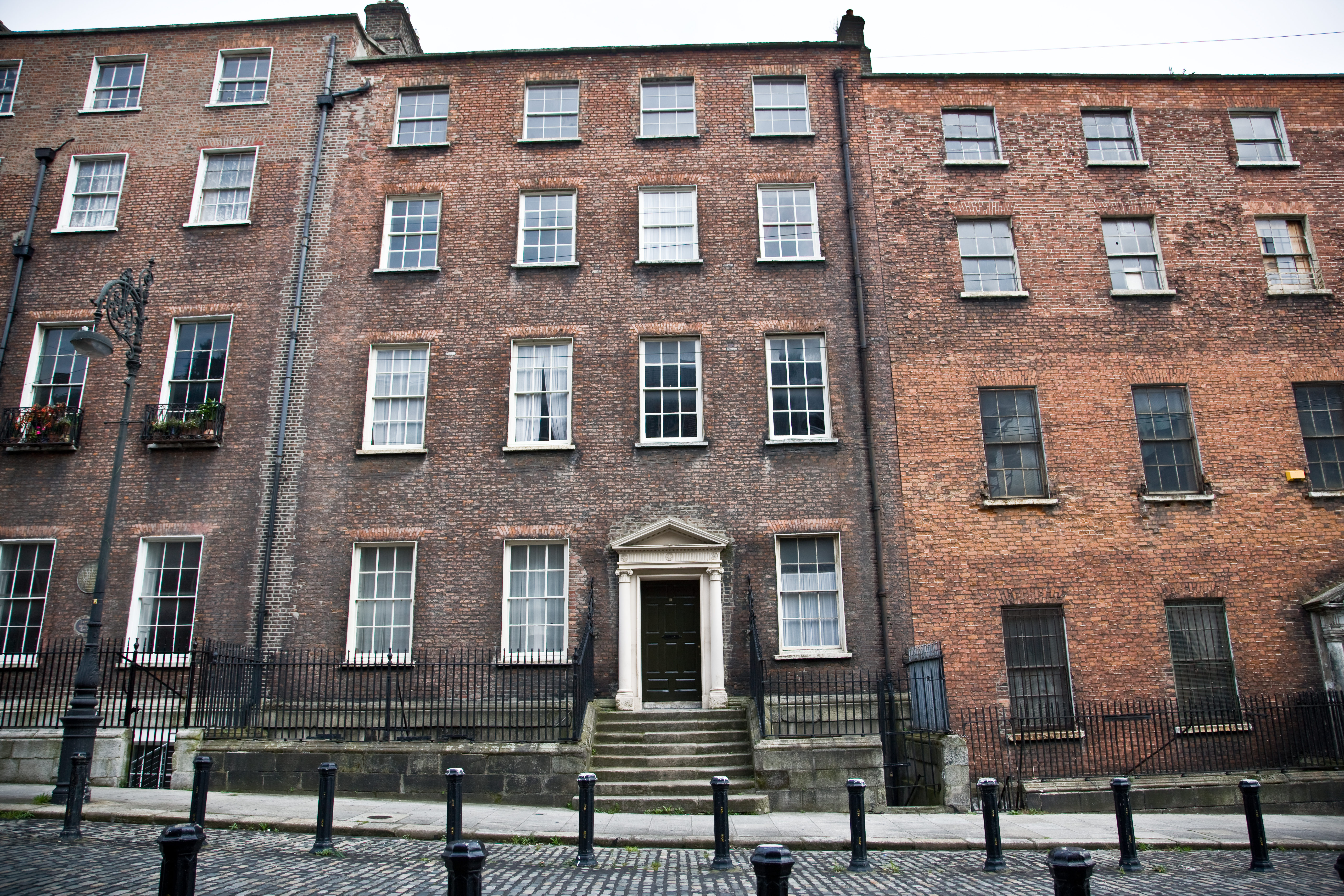
La maison de ville de Farnham, 4 Henrietta Street, Dublin

Il est protonotaire de la Cour des plaids communs de 1725 jusqu'à sa mort. Il est député de la chambre des communes irlandaise pour Cavan County de 1727 à 1756. Il hérite du domaine de Farnham de son cousin en 1737 et est nommé shérif de Cavan pour 1739. Cette dernière année, il est élevé à la pairie d'Irlande sous le nom de baron Farnham, de Farnham dans le comté de Cavan.
Il se marie en 1719 avec Judith Barry, fille de James Barry de Newton Barry, et a trois enfants :
1. Robert Maxwell (1er comte de Farnham), 2e baron Farnham (né vers 1720 - décédé le 16 novembre 1779). (Comté éteint, 1779)
2. Barry Maxwell (1er comte de Farnham), 3e baron Farnham (décédé le 7 octobre 1800). (Comté restauré, 1785)
3. Le révérend Henry Maxwell (évêque) (décédé le 7 octobre 1798) est évêque de Dromore (1765-1766) et évêque de Meath (1766-1798). Il se marie en 1759 avec Margaret Foster, fille d'Anthony Foster et sœur de John Foster (1er baron Oriel). Leurs deux fils, John Maxwell-Barry (5e baron Farnham) et Henry Maxwell (6e baron Farnham) sont devenus barons.

Il meurt en août 1759 et est remplacé à la baronnie par son fils Robert. En 1760, Robert est nommé vicomte Farnham et trois ans plus tard, comte de Farnham.